# Swami Chidvilasananda
Swami Chidvilasananda, plus couramment appelée Gurumayi (ce qui se traduit en sanskrit par « celle qui est immergée dans le guru »), née le 24 juin 1955 à Mumbai,  est un maître spirituel indien, à la tête du Siddha Yoga, un courant spirituel créé par son propre maître, Swami Muktananda. 

## Biographie
Gurumayi, dont le nom de naissance est Malti Shetty, est née  le 24 juin 1955 à Mumbai, Inde. Elle a rencontré son maître, Swami Muktananda, à l'âge de 10 ans. Ses parents étaient des disciples de longue date de Muktananda qui les avaient mariés. Elle reçoit de Muktananda l'initiation traditionnelle dite Shaktipat à l'âge de 14 ans, et commence à suivre formellement son enseignement. Au départ de Jinendra Jain, le traducteur de la première tournée mondiale de Muktananda (qui s'achève en Novembre 1970), c'est  Gurumayi qui est choisie pour lui succéder, alors qu'elle ne parle pas anglais et qu'elle a à peine 15 ans. Elle l'accompagne partout, et notamment lors de ses deuxième et troisième tournées mondiales, de février 1974 à octobre 1976  et d'août 1978 à Octobre 1981, soit un an avant son décès. 
Traduire Swami Muktananda était un travail exigeant, qui demandait une attention constante et une véritable symbiose avec sa pensée. En effet, Muktananda utilisait plusieurs langues et dialectes indiens qu'il mélangeait parfois dans la même phrase, parlait longuement avant de céder la parole à sa traductrice, laissait certaines phrases en suspens ou s'exprimait de façon non verbale. Il lui arrivait aussi de demander à brûle-pourpoint à sa traductrice de parler à sa place. Ces années d'apprentissage permanent au service de son guru ont constitué pour Gurumayi un chemin spirituel d'union avec son maître.  Muktananda testait fréquemment sa disciple, au point de lui demander explicitement et devant témoin, lors de sa deuxième tournée mondiale en 1976, en Suisse, si elle  poursuivra son travail. Âgée de seulement 21 ans à l'époque, Gurumayi lui avait répondu positivement. 
En avril 1982 Gurumayi prononce ses vœux de sanyasin dans l'ordre monacal de Saraswati, fondé par Shankaracharya et reçoit de son guru le nom de Swami Chidvilasananda (qui signifie la félicité, ananda, du jeu de la conscience, Chidvila), allusion probable au titre de la biographie de Muktananda, «Chitshakti Vilas», ou «Le jeu de la conscience». En mai 1982, Swami Chidvilasananda est choisie par Swami Muktananda pour lui succéder, avec son frère cadet Subhash Shetty, (né en 1962, et prénommé Swami Nityananda), mais celui-ci renonce à la fonction trois ans plus tard à la suite d'un différend entre les deux. Gurumayi devient le seul leader officiel du Siddha Yoga en novembre 1985.
Durant les décennies 1980 et 1990, Gurumayi a donné des conférences et dirigé des programmes de méditation appelés  « Intensives Shaktipat », voyageant en Inde, aux États-Unis, en Europe, en Australie, à Hong Kong, au Japon et au Mexique. Au cours de ces Intensives, les participants reçoivent ce qui traditionnellement appelé en Inde l'initiation Shaktipat (l'éveil de l'énergie Kundalini qui, selon la tradition indienne, réside en chacun). Ils approfondissaient aussi leur pratique de la méditation et du chant. Depuis 1989, c’est la Fondation SYDA (l'organisation qui «protège, préserve et facilite la diffusion des enseignements du Siddha Yoga») qui parraine l'Intensive Shaktipat Siddha Yoga donnée chaque année dans le monde, à l’occasion de l’anniversaire du Mahasamadhi de Swami Muktananda (le moment où un maître spirituel meurt, ou selon la terminologie indienne, «quitte son corps»).
Entre 1989 et 2006, Gurumayi a publié neuf livres de discours spirituels, trois livres de poésie et trois livres d'histoires spirituelles pour enfants. Ces livres ont été publiés par la Fondation SYDA en anglais, et par les Editions Saraswati en France. Selon la Fondation SYDA, les livres de Gurumayi ont été publiés en 14 langues.

## Enseignements et citations
Chaque année de 1993 à 2020, le 1er janvier, Gurumayi a donné un message spirituel retransmis en direct dans les centres Siddha Yoga, que les étudiants de cette voie ont pu contempler et pratiquer le reste de l’année.
En plus de son enseignement à travers des livres, des conférences, et un programme de cours par correspondance étalé sur 4 années, Gurumayi a également encouragé la pratique spirituelle du chant sacré. Elle a enregistré plusieurs CD de chants sacrés traditionnels, des abhangas (chants dévotionnels) et mantras, notamment  le mantra "Om Namah Shivaya", principal mantra d’initiation  de la voie du Siddha Yoga, dont le sens est "J'honore la conscience divine qui réside en chacun". 
Depuis la fin des années 2000, Gurumayi a fait du site internet de la voie Siddha Yoga le canal principal de ses enseignements. Il est fréquemment alimenté avec des contemplations, chants, extraits de textes sacrés (Upanishad, Bhagavad gita, Shiva sutras...) et de discours de Gurumayi.
Citations
- «La grâce réside dans l'effort. A moins de faire un effort, vous n'avez même pas le pouvoir d'accepter la grâce». Darshan Magazine Numéro 111, page 43.
-  «Il ne s'agit pas de se donner du mal, encore et toujours pour atteindre un but. Votre travail, votre tâche quotidienne est le but. Intériorisez-vous et cela deviendra pour vous une évidence». 
- «Lorsque vous créez un espace au-delà de toute activité mentale, vous découvrez en vous la présence d'un silence plus profond, au sein duquel vous pouvez entendre le son de votre propre souffle - So'Ham, Je suis Cela». 

## Œuvres philanthropiques
- En 1992, Swami Chidvilasananda a créé aux États-Unis le projet PRASAD une initiative humanitaire. Le projet PRASAD est une ONG dotée du statut consultatif spécial auprès du Conseil économique et social des Nations unies. Le projet PRASAD aide les personnes à atteindre une vie autonome et digne en offrant des programmes de santé, d'éducation et de développement communautaire durable en Inde, de soins dentaires aux États-Unis et de soins oculaires au Mexique. Dans le traitement des cataractes, PRASAD de Mexico a effectué une chirurgie oculaire gratuite sur 26 087 adultes et enfants.
- Grâce à la Fondation SYDA, Swami Chidvilasananda soutient également le Projet Prison, créé à l'origine par Swami Muktananda en 1978. Le Projet Prison rend les enseignements et les pratiques du Siddha Yoga accessibles aux personnes incarcérées. Il y a six mille étudiants dans plus de mille cinq cents prisons en Amérique du Nord, en Europe, au Canada et en Australie.

## Institut de recherches indologiques Muktabodha
«Muktabodha» signifie la sagesse du libéré et se réfère à un état expérientiel de la liberté suprême décrit en détail dans les écritures et les textes philosophiques de l'Inde ancienne.
L'Institut Muktabodha a été fondé en 1997 à l'initiative de Gurumayi, avec le soutien de la Fondation SYDA aux États-Unis et du Gurudev Siddha Peeth Trust en Inde.  L'Institut de recherche indologique Muktabodha a été créé en tant que fondation éducative à but non lucratif aux États-Unis et en Inde. Sa mission est de «préserver les textes menacés des traditions religieuses et philosophiques de l'Inde classique et de les rendre accessibles pour l'étude dans le monde entier».  Le travail de l'Institut Muktabodha se concentre sur la préservation des textes scripturaux liés aux traditions tantriques et agamiques, ainsi que sur la tradition orale indienne de chant védique et sur les connaissances rituelles et philosophiques qui y sont associées.  
Alors que l'Inde connait un fort développement économique et technologique, une grande partie de cette sagesse traditionnelle et de ce patrimoine est en passe d'être perdue,  du fait notamment de la  disparition des formes traditionnelles de soutien aux érudits religieux, et des ravages d'un climat rigoureux sur les anciens et fragiles manuscrits souvent écrits sur feuilles de palmier et sur papier.  
Muktabodha a développé les programmes suivants pour lutter contre cette menace de disparition:
- Bibliothèque numérique: L'objectif de la bibliothèque numérique est de préserver des manuscrits et des textes sanscrits rares en formats multi-numériques, et de les rendre accessibles via leur site web pour permettre une étude dans le monde entier. Le but est de sécuriser les textes de base du shivaïsme du Cachemire, puis, dans des cercles de plus en plus larges, de sécuriser les textes de l'environnement tantrique à partir desquels le shivaïsme du Cachemire s'est développé et a été synthétisé. Actuellement l’institut dispose de textes des écoles de Kaula-Trika, de Saiva-Siddhanta, de Virashaiva, de Pancaratra, de Shree Vidya, de Shakta et de Natha Yoga.
- Publications: L’objectif poursuivi est de publier des traductions savantes exceptionnelles et des commentaires sur des textes rares par des érudits contemporains et des pandits de ces traditions.
- Vedashala: Pour préserver l'ancienne tradition orale de l'éducation dans la récitation et le rituel védiques selon la branche Hiranyakeshi du Taittiriya Krishna Yajur Veda, Muktabodha a fondé une Vedashala, ou École d'études védiques, à Satara, en Inde. La responsabilité de l'école a été transférée en 2008 à Sri Vivek Godbole, une Krishna Yajur Vedi de 14e génération et au Krisna Yajur Veda Trust, et fonctionne maintenant comme une organisation indépendante.
- Documentation audio et vidéo: Muktabodha a enregistré des sessions authentiques de chants sacrés et de rituels liés à la tradition Hiranyakeshi du Taittiriya Krishna Yajur Veda.

### Livres de Gurumayi
Un grand nombre de livres de Gurumayi ont été publiés en français, aux éditions Saraswati, dont la plupart sont des recueils de ses discours.
- La sadhana du Cœur  - Volume 1, Swami Chidvilasananda, 2009, Editions Saraswati
- Courage et contentement, Swami Chidvilasananda, 2003, Editions Saraswati
- Mon Seigneur aime les cœurs purs , Swami Chidvilasananda, 2000, Editions Saraswati
- Souvenez-vous, Swami Chidvilasananda, 1999, Editions Saraswati
- La magie du cœur, Swami Chidvilasananda, 1998, Editions Saraswati
- Le yoga de la discipline, Swami Chidvilasananda, 1997, Editions Saraswati
- Souriez, souriez, souriez ! , Swami Chidvilasananda, 1996, Editions Saraswati
- Trésors intérieurs, Swami Chidvilasananda, 1996, Editions Saraswati
- Embrase mon cœur, Tome1, Swami Chidvilasananda, 1989, Editions Saraswati
- Embrase mon cœur, Tome 2, Swami Chidvilasananda, 1989, Editions Saraswati
- Cendres aux pieds de mon Guru, Swami Chidvilasananda, 1990, Editions Saraswati. Livre de poésies.

### Livres sur Gurumayi
- The Graceful Guru: Hindu Female Gurus in India and the United States, Karen Pechilis, Oxford University Press US, 2004, pg. 225
- (en) Linda Johnsen, Daughters of the Goddess : The Women Saints of India, Yes International Publishers, 1994, 128 p. (ISBN 0-936663-09-X, lire en ligne) Google Books

## Divers
Des journalistes de salon.com et du New-York Post pensent que le guru présenté dans l'ouvrage d'Elizabeth Gilbert Mange, prie, aime: La quête spirituelle d'une femme à travers l'Italie, l'Inde et l'Indonésie (adapté au cinéma), est Swami Chidvilasananda,. La fondation SYDA n'a pas souhaité s'exprimer sur ce sujet.